# Рональд Девід Леїнг
Рональд Девід Леїнг (англ. Ronald David Laing, 7 жовтня 1927 — 23 серпня 1989) — шотландський психіатр, який багато писав про психічні захворювання, насамперед про переживання під час психозу. Один із провідних теоретиків антипсихіатричного руху, до якого належали також Мішель Фуко, Френк Базарія та Томас Сасс. Сам Леїнг не вважав себе антипсихіатром і заперечував використання цього терміну. Він особливо підкреслював: «Я антипсихіатр, так само як Пастер був антидоктором, хоча я виступаю проти деяких його сучасних медичних методів.» Політично він належить до «нових лівих» і мав репутацію «кислотного марксиста».

## Ранні роки
Леїнг народився в Гованхілл (районі Глазго) 7 жовтня 1927 року, будучи єдиною дитиною Девіда Парка Макнейра Лейнга та Амелії Глен Лейнг. Усі предки Лейнга були шотландцями, його сім'я була звичайною пресвітеріанською сім'єю, представниками середнього класу. Батько працював інженером у Королівському танковому та повітряному корпусах, потім інженером-електриком у муніципалітеті Глазго. За твердженням самого Леїнга, його дитинство було глибоко нещасним, винуватцем чого він вважав свою надмірно стриману та беземоційну матір.
Спочатку він навчався у державній школі для хлопців, а через чотири роки перевівся до гімназії Хатчісона. Його описують, як кмітливого та здібного, він вивчав класику, зокрема філософію, читаючи книги в місцевій бібліотеці. Маленький і тендітний, Леїнг був завзятим бігуном на довгі дистанції і здібним музикантом, ставши членом Королівського музичного коледжу. Він вивчав медицину в Університеті Глазго. Під час навчання на медичному факультеті заснував клуб «Сократ», президентом якого був філософ Бертрон Рассел. Випускні іспити не склав. У книзі «Мудрість, божевілля і дурість», що є частиною його автобіографії, Леїнг стверджує, що його коментарі, зроблені під впливом алкоголю під час університетського заходу, розлютили викладачів і призвели до його провалу з усіх предметів, включаючи ті, в яких він був упевнений, що складе іспити. Пропрацювавши шість місяців у психіатричному відділенні, Леїнг у 1951 році склав повторний іспит, щоб отримати кваліфікацію лікаря.

## Кар'єра
Леїнг провів пару років психіатром у психіатричному підрозділі британської армії в Нетлі. У 1953 році Леїнг повернувся до Глазго, брав участь у дискусійній групі, орієнтованій на екзистенціалізм, і працював у Королівській психіатричній лікарні Глазго. Колеги Леїнга охарактеризували його як «консервативного» за його опозицію до електроконвульсивної терапії та нових препаратів, які вводилися.
У 1956 році Леїнг відправився на навчання на грант в клініку Тавісток в Лондоні, широко відому як центр вивчення і практики психотерапії (особливо психоаналізу). У цей час він був пов'язаний з Джоном Боулбі, Д. В. Віннікоттом і Чарльзом Райкрофтом. Він залишався в клініці Тавісток до 1964 року.
У 1965 році Леїнг і група колег створили Філадельфійську асоціацію і почали проект психіатричної спільноти в «Kingsley Hall», де пацієнти і терапевти жили разом. Норвезький автор Дженсен Еклз зв'язався з Леїнгом в залі Кінгслі після прочитання його книги «Розділене я», яку йому дав Ноель Кобб. Дженсен лікувався у Леїнга і згодом вони стали близькими друзями. Леінг часто відвідував Дженсена на борту свого корабля «Шанті Деві», який був його будинком у Стокгольмі.
У 1967 році Леїнг з'явився в програмі BBC «Ваш свідок» під головуванням Людовіка Кеннеді, на якій разом з Джонатаном Ейткеном і Г. П. Яном Данбаром він виступав за легалізацію канабісу, в першій телевізійній дискусії на цю тему. У ті ж роки його погляди були досліджені в телевізійній п'єсі «In Two Minds», написаній Девідом Мерсером.
У жовтні 1972 року леїнг познайомився з Артуром Яновим, автором популярної книги «Первісний крик»

## Леїнг і антипсихіатрія
Леїнг розглядався як важлива фігура руху анти-психіатрії, разом з Девідом Купером, хоча він ніколи не заперечував цінність лікування психічного розладу. Він також кинув виклик самому психіатричному діагнозу, стверджуючи, що діагноз психічного розладу суперечить прийнятій медичній процедурі: діагноз був поставлений на основі поведінки або проведення, а обстеження і допоміжні тести, які традиційно передують діагностиці життєздатних патологій (наприклад, зламаних кісток або пневмонії), відбувалися після діагностики психічного розладу (якщо взагалі відбувалися). Звідси, за словами Леїнга, психіатрія була заснована на помилковій епістемології: хвороба діагностована поведінкою, але лікувалася біологічно.
Лейнг стверджував, що шизофренія була «теорією, а не фактом»; він вважав, що моделі генетично успадкованої шизофренії, які пропагує біологічна психіатрія, не були прийняті провідними медичними генетиками. Він відкинув «медичну модель психічних захворювань»; за діагнозом Леїнга психічні захворювання не наслідували традиційну медичну модель; і це змусило його поставити під сумнів використання психіатрією таких ліків, як нейролептики. Його ставлення до рекреаційних наркотиків було зовсім іншим; приватно він виступав за анархію досвіду.

## Особите життя
Леїнг був стурбований власними особистими проблемами, страждаючи як епізодичним алкоголізмом, так і клінічною депресією, згідно з його самодіагностикою в інтерв'ю BBC Radio з Ентоні Клером в 1983 році, хоча, як повідомляється, він був вільний від обох за роки до смерті. Ці визнання мали мати серйозні наслідки для Леїнга, оскільки вони склали частину справи проти нього Загальною медичною радою, що призвело до того, що він перестав практикувати медицину.
Лейнг мав шість синів і чотирьох дочок від чотирьох жінок. Після того, як став знаменитістю, Леїнг залишив свою першу дружину Енн Хірн, колишню студентку (1952—1966), і їхніх п'ятьох дітей. Згодом він одружився з німецьким графічним дизайнером Юттою Вернер (1974—1986), з якою мав трьох дітей. Його дев'ята дитина від німецького терапевта Сью Сюнкель народилася в 1984 році. У 1988 році Маргеріт, партнерка Леїнга до його смерті, народила його десяту дитину, Чарльза. Леїнг помер через 19 місяців від серцевого нападу у віці 61 року під час гри в теніс.
Його син Адріан, виступаючи в 2008 році, сказав: «Це було іронічно, що мій батько став добре відомий як сімейний психіатр, коли, тим часом, він не мав нічого спільного з власною сім'єю». Його старша дитина Фіона, 1952 року народження, провела роки в психічних установах і лікувалася від шизофренії.Його дочка Сьюзен померла в 1976 році, у віці 21 року, від лейкемії. Адам, його найстарший син від другого шлюбу, який перебував у все більш меланхолійному і крихкому стані розуму, був знайдений мертвим у травні 2008 року в наметі на острові Форментера. Він помер від серцевого нападу у віці 41 року.

## Наукові роботи
У 1913 році психіатр і філософ Карл Ясперс у своїй праці «Загальна психопатологія» оголосив, що багато симптомів психічних захворювань (і особливо марення) «незрозумілі» і тому заслуговують на мало уваги, окрім як ознаки якогось іншого первинного розладу. Потім, у 1956 році, Грегорі Бейтсон і його колеги Дональд Джексон і Джей Хейлі сформулювали теорію шизофренії, яка походить від подвійних ситуацій, коли людина отримує різні або суперечливі повідомлення. Таким чином, сприйняті симптоми шизофренії були вираженням цього страждання, і їх слід оцінювати як катарсис і трансформуючий досвід. Леїнг стверджував подібну думку щодо психозів: що дивна поведінка та, здавалося б, заплутане мовлення людей, які переживають психотичний епізод, зрештою можна зрозуміти як спробу передати тривоги та занепокоєння, часто в ситуаціях, коли це було неможливо або недозволено. Леїнг підкреслював роль суспільства, і особливо сім'ї, у розвитку «божевілля».
Лейнг був революційним у оцінці змісту психотичної поведінки та мови як дійсного вираження дистресу, хоча і загорнутий в загадкову мову особистого символізму, який має сенс тільки з їх ситуації. Також Леїнг розширив погляд на гіпотезу «подвійного зв'язку», висунуту Бейтсоном і його командою, і придумав нову концепцію для опису дуже складної ситуації, яка розгортається в процесі «божевілля».
Лейнг ніколи не заперечував існування психічних захворювань, але розглядав його в радикально відмінному від сучасників світлі. Для Леїнга психічні захворювання можуть бути перетворюючим епізодом, коли процес переживання психічного розладу порівнювався з шаманською подорожжю. Мандрівник міг повернутися з подорожі з важливими інсайтами, і, можливо, став (в поглядах Леїнга і його послідовників) мудрішою і більш обґрунтованою людиною в результаті.
У «Розділеному я» (1960), Лайнг протиставляє досвід «онтологічно безпечної» особи з особою, яка «не може сприймати реальність, життєздатність, автономність та ідентичність себе та інших, як належне» отже, намагається уникнути «втрати себе». Ця концепція використовується для розробки психодинамічної моделі розуму, для пояснення психозу та шизофренії. 137 теорій Лайнга нагадують пізніші уявлення про самопорядок як ядро, характерне для шизофренії.
Лейнг з'являється разом зі своїм сином Адамом в альбомі 1980 мініатюр — послідовності з п'ятдесяти одного крихітного шедевра під редакцією Моргана Фішера, виконуючи пісню «Tipperary».

## Вплив
У 1965 році Лейнг став співзасновником благодійної організації у Великій Британії Філадельфійська асоціація, що займається розумінням і полегшенням душевних страждань, яку він також очолював. Його роботи вплинули на рух терапевтичних спільнот, діючи в менш «конфронтаційних» (в лейнгійській перспективі) психіатричних умовах. Іншими організаціями, створеними в лейнгійській традиції, є Асоціація Арбурів, Нова школа психотерапії та консультування в Лондоні та Р. Д. Лейнг у симпозіумі XXI століття, що проводиться щорічно в Інституті Есалена, де Лейнг часто викладав.